# NGC 4121
NGC 4121 ist eine elliptische Zwerggalaxie vom Hubble-Typ E0 im Sternbild Drache am Nordsternhimmel. Sie ist schätzungsweise 68 Millionen Lichtjahre von der Milchstraße entfernt und hat einen Durchmesser von ca. 10.000 Lichtjahren. Die Entfernungsmessungen basierend auf den Radialgeschwindigkeiten stimmen nicht mit den rotverschiebungsunabhängigen Entfernungsschätzungen von 108 ± 40 Millionen Lichtjahren überein. Sie bildet gemeinsam mit NGC 4125 das gravitativ gebundenes Galaxienpaar Holm 335.
Das Objekt wurde am 9. September 1866 von Heinrich Louis d’Arrest entdeckt.